# Unabhängige Universität Moskau

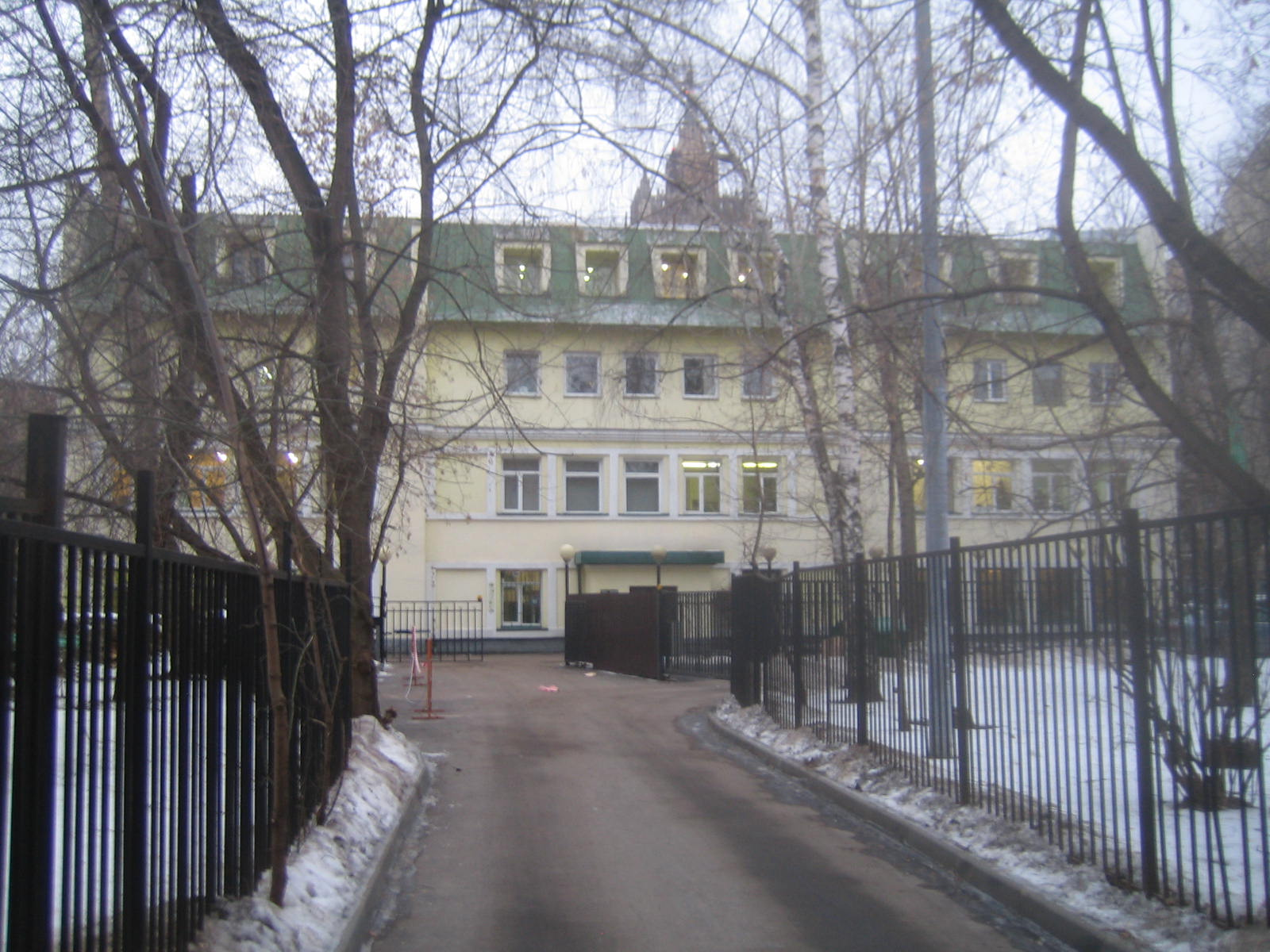
Fassade des Gebäudes der Unabhängigen Universität von Moskau

Die Unabhängige Universität Moskau (englisch Independent University of Moscow, IUM, russisch Независимый Московский Университет Nesawisimy Msokowskii Uniwersitet, НМУ) ist eine private, 1991 gegründete Universität in Moskau für Ausbildung in höherer Mathematik und außerdem ein mathematisches Forschungsinstitut. Sie wurde von führenden Mathematikern in Moskau gegründet, die der Ansicht waren, dass nach 20 Jahren negativen politischen Einflusses die einst hoch angesehene „Mech-Math“-Fakultät der Lomonossow-Universität nicht reformierbar war. Die Universität befindet sich im Zentrum Moskaus unweit des Arbat (Bolschoi Wlassjewski pereulok 11).
Die Initiative zur Gründung ging von Nikolai Konstantinow aus, einem in Moskau bekannten Organisator von inoffiziellen mathematischen Wettbewerben (Olympiaden) und Mathematik-Zirkeln.  Zu den Gründern gehörten die Akademiemitglieder Wladimir Arnold (der gleichzeitig lange den Leitungsrat der Universität leitete), Faddejew, Sergei Nowikow, Wiktor Wassiljew, Sinai sowie die Professoren Alexander Beilinson, Dobruschin, Dubrowin, Alexander Kirillow, Alexei Nikolajewitsch Rudakow (* 1947), Wladimir Michailowitsch Tichomirow, Askold Georgijewitsch Chowanski, Michail Alexandrowitsch Schubin (Shubin). Beteiligt waren auch die russischen Mathematiker Alexei Sossinski und aus dem Ausland Pierre Deligne und Robert MacPherson. Die hinter der Universität stehende Organisation ist die MCCME (Moscow Center for Continuous Mathematical Education).
Die IMU versteht sich als Eliteuniversität und Forschungszentrum und hat strenge Aufnahmekriterien. Ihre Studentenzahl beträgt 40 bis 50 Vordiplomanden und 10 bis 15 Diplomanden und jährlich 4 bis 5 Absolventen. Die Studenten, die die Aufnahme (mit drei Prüfungen) geschafft haben, zahlen keine Studiengebühren, sondern erhalten ein Stipendium. Die meisten Studenten studieren auch noch an einer staatlichen Universität wie der Lomonossow-Universität, weshalb der Unterricht abends erfolgt. Das Diplom ist in Russland nicht offiziell anerkannt, wird von Doktoranden-Programmen an führenden Universitäten und Instituten wie dem Steklow-Institut, dem Weizmann-Institut und der Harvard University aber akzeptiert.
Die ersten (acht) Diplome wurden 1996 verliehen, die Universität ist aber auch eine Fortbildungseinrichtung für bereits ausgebildete Mathematiker. Sie legen Wert auf Kontakte zum Ausland, zum Beispiel mit einem Math in Moscow (MIM) Studienprogramm für nordamerikanische Studenten oder in Zusammenarbeit mit Frankreich, insbesondere mit der École normale supérieure (die als Eliteuniversität eines der Vorbilder der Gründer war) und mit einem Poncelet-Labor (benannt nach Jean-Victor Poncelet, der die projektive Geometrie als Napoleonischer Offizier in russischer Gefangenschaft entwickelte).
Zu den Lehrern gehören (ständig oder zeitweise) neben den schon erwähnten Sossinski und Wassiljew: Boris Feigin, Sabir Gusein-Zade, Juli Iljaschenko (Yulij Ilyashenko), Michail Zfasman, Sergei Lando, Igor Kritschewer, Stefan Nemirowski, Wiktor Prasolow, Alexander Schen, E. B. Vinberg, Dmitri Anossow, Maxim Kasarjan, Sergei Natanzon, Alexander Kusnezow, Alexander Belawin.
Sie veröffentlichen Buchreihen und die Vorträge ihres allgemeinen Seminars (Globus Seminar), geben seit 2001 das Moscow Mathematics Journal heraus (in englischer Sprache) und veranstalten Wettbewerbe für Nachwuchsmathematiker (Deligne, Möbius, Dynasty und Dobrushin Wettbewerbe).
Die IMU kooperiert auch mit der Wirtschaftshochschule Moskau, wo mit Professoren der IMU eine mathematische Fakultät aufgebaut wurde.